# Farver på tog
Farver på tog er de standardiserede farver, som jernbaneselskaber benytter til deres tog og faste anlæg, og som både leverandører og egne værksteder skal benytte. De sørger for at en givent selskab fremstår som en helhed og gør det muligt at kende de forskellige selskaber fra hinanden. Desuden kan der benyttes særlige farvekombinationer til at fremhæve bestemte typer tog, f.eks. lyntog.
For at sikre entydige definitioner på de enkelte farver benytter jernbaneselskaberne sig nu om dage af anerkendte internationale standarder som f.eks RAL-farver. Før i tiden var der dog flere eksempler på selskaber med egne standarder, der ikke umiddelbart kan omsættes til RAL-systemet.
Nedenfor er gengivet oversigter for farverne hos de danske, tyske og østrigske statsbaner m.fl., idet der er set bort fra forskellige enkelteksemplarer. Årstal angiver hvornår de pågældende farver var eller blev standard ved opmaling af tog. I praksis kunne der dog gå flere år, før eventuelle ændringer af bemaling slog igennem overalt.

## Farver og forbehold
Generelt gælder for farver, at de opleves individuelt, ligesom lys, slid og andre forhold kan påvirke indtrykket. Dertil kommer at de er svære at gengive korrekt. På tryk er man begrænset af teknikken, f.eks. 4-farve-tryk, men også computerskærme har deres begrænsninger og gengiver ikke altid tingene på samme måde. Det skal derfor understreges, at de gengivne eksempler kun er omtrentlige og ikke nødvendigvis altid svarer til læserens opfattelse af farverne i virkeligheden.

## DSB
Nedenfor er gengivet de standardfarver, der indførtes af DSB i 1929 og frem. Der var ikke tale om RAL-farver oprindelig men derimod resultatet af en nedsat kommission i 1929 og samarbejde i internationale jernbaneorganisationer. Undervejs suppleredes med nye farver, ligesom der indførtes et nyt design i forbindelse med indførelsen af InterCity i 1974. RAL-betegnelser indførtes først i 1987, og angivelserne ved de ældre farver er derfor kun omtrentlige, ligesom der ved nogle farver er flere muligheder. Det gælder også for de nuværende farver, i det DSB nu bruger Spies Hecker farver (SH).
Standardfarven for personvogne, motorvogne, S-tog osv. var i perioden 1929-1972 DSB-rød nr. 1. I daglig tale kaldes den for vinrød om end den korrekte betegnelse egentlig er maroon. I praksis blev den dog hurtigt beskidt og kom derved til at fremstå som brun. Af samme årsag ses derfor jævnligt betegnelser som "de brune S-tog", selvom de aldrig var malet i den farve.
Før 1929 benyttedes en lignende farve, "Caput Mortum", også kaldet "Dodenkop". Farven stammede fra forgængerne De Jysk-Fynske Statsbaner og blev oprindelig fremstillet af blod og benmel, der rørtes op i linolie. Resultatet blev en brunlig farve med et blåt-rødligt farvespil.
| DSB-nummer | Navn                              | Omtrentlig RAL  | Beskrivelse |
| ---------- | --------------------------------- | --------------- | --- |
| 1          | Rød (vinrød/maroon)               | RAL 3005        | 1929-1972 person-, post- og rejsegodsvogne, motorvogne og -lokomotiver, hjælpevogne, ambulancevogne.                                                                      |
| 2          | Grøn                              | RAL 6020 / 6005 | 1951-1974 rangerlokomotiver og -traktorer. |
| 3          | Brun                              | RAL 8012 / 8015 | 1929-ca. 1955 åbne og lukkede godsvogne. |
| 4          | Lysebrun                          | RAL 8004        | Fra 1929 vinduesrammer, trin mv. på personvogne. |
| 5          | Rød                               | RAL 3003        | Nogle personvogne fra 1982. |
| 7          | Specialvognsgrå (akatgrå)         | RAL 7007 / 7038 | 1929-1974 specialvogne. Vand- og kulkraner, telefonskabe, gelændere mv. Før 1956 benyttedes en mørkere grå (omtrent RAL 7007), derefter en lysere grå (omtrent RAL 7038). |
| 8          | Lysegrå                           | RAL 7035 / 7032 | 1929-1956 tag på person-, post- og rejsegodsvogne, motorvogne mv. |
| 10         | Sort                              | RAL 9005        | Damplokomotiver. |
| 11         | Rød (ildrød)                      | RAL 3000 / 3003 | Rutebiler, lyntog 1936 og 1963, ombyggede personvogne fra 1968-1972. |
| 12         | Grå                               | RAL 7036        | Stafferinger på rutebiler. |
| 13         | Brun                              | RAL 8016        | Godsvogne fra 1954. |
| 14         | Lysegrøn                          | RAL 6021        | Endeperroner på 1. klasse. |
| 15         | Gulbrun                           | RAL 8011        | Endeperroner og tapet på fællesklasse. |
| 16         | Stålgrå                           | RAL 7012        | Tagfarve 1966-1970. |
| 17         | Rød (karminrød)                   | RAL 3002        | Personvogne og lokomotiver fra 1972, MR-togsæt m.fl. fra 1978. |
| 30         | Gul                               | RAL 1005        | Stafferinger på vogne. |
| 31         | Italiensk rød                     |                 | Skriveemaille til skilte mv. |
| 32         | Carminette                        | RAL 3000        | Stafferinger på lokomotiver. |
| 36         | Rød                               |                 | Kupeskilte, signaler mv. |
| 81         | Grå                               |                 | Tag på lyntog 1936. |
| 82         | Gråbrun                           | RAL 8019        | Lyntogsskørt 1936, tag på person-, post- og rejsegodsvogne 1972-1987. |
| 83         | Sandfarve                         | RAL 1001        | Brystningslinje på lyntog samt på AU- og CR-vogne fra 1932. |
| ?          | Aluminium                         |                 | Tagfarve 1956-1965 |
| ?          | Zinkgul                           | RAL 1018        | Målevognstjeneste m.fl. fra 1974. |
| ?          | Kromgul                           | RAL 1007        | Banetjeneste fra 1974, gul stribe på 1. klasses personvogne. |
| ?          | Mørkegrå                          | RAL 8019        | Undervogne på godsvogne 1974-1993. |
| ?          | Sølv                              |                 | Tag på personvogne 1956-1965. |
| Uofficiel  | Gråblå                            | RAL 7040        | Alternativ specialvognsgrå 1948-1972. |
| Uofficiel  | Maghognibrun                      | RAL 8016        | Åbne og lukkede godsvogne ca. 1955-1987. |
| -          | Brun                              | RAL 8025        | Åbne og lukkede godsvogne fra 1971. |
| -          | Lysegrå Spies Hecker SH 52 002    | RAL 9002        | Aktuel bemaling af vognkasser. |
| -          | Mørkeblå Spies Hecker SH 56 916   | RAL 5011        | Aktuel bemaling af vinduesbånd. |
| -          | Skifergrå                         | RAL 7015        | Aktuel bemaling af tag og skørter |
| -          | Grøn 3M folie 100-449             |                 | Folie til markering af døre til 2012. |
| -          | Rød 3M folie 180-53               |                 | Folie til markering af døre fra 2012. |
| -          | Gul 3M folie 3630-125             |                 | Folie til udvendig markering af 1. klasse. |
| -          | Rød Spies Hecker S 675 i Glans 80 |                 | Litra ME- og EA-lokomotiver fra 2016. |
| -          | Grå                               | RAL 8019        | Tag og undervogn på Litra ME- og EA-lokomotiver. |

## Deutsche Bahn1994-
| RAL-nummer | RAL-nummer | Navn         | Beskrivelse |
| ---------- | ---------- | ------------ | --- |
| RAL 1004   |            | Guldgul      | Arbejdskøretøjer, påskrifter.                                                                                  |
| RAL 1023   |            | Trafikgul    | 1. klassesstriber på nærtrafikmateriel.                                                                        |
| RAL 1024   |            | Okkergul     | Vinduesbånd og pyntestriber på Berlins S-Bahn.                                                                 |
| RAL 3003   |            | Rubinrød     | Nederste del af vognsider på Berlins S-Bahn.                                                                   |
| RAL 3020   |            | Trafikrød    | Lokomotiver, pyntestriber på ICE-tog og IC-vogne, vinduesbånd på ICN-vogne, nærtrafikvogne og busser fra 2011. |
| RAL 3031   |            | Orientrød    | Lokomotiver, pyntestriber på ICE-tog og vinduespartier på InterCity-vogne fra 1987 til 1998.                   |
| RAL 4009   |            | Pastelviolet | Pyntestriber på ICE-tog og IC-vogne fra 1987 til 1998.                                                         |
| RAL 5022   |            | Natblå       | Stationsskilte, henvisningsskilte                                                                              |
| RAL 7012   |            | Basaltgrå    | Undervogne, tag, påskifter på materiel.                                                                        |
| RAL 7016   |            | Antrasitgrå  | Vinduesbånd på nærtrafiktog, BR 642 og 644.                                                                    |
| RAL 7035   |            | Lysegrå      | Grundbemaling for ICE-tog og IC-vogne, påskrifter på materiel.                                                 |
| RAL 7038   |            | Agatgrå      | ICE-skrifttræk.                                                                                                |
| RAL 7039   |            | Kvartsgrå    | Skørter og ramme på ICE-tog.                                                                                   |
| RAL 7040   |            | Vinduesgrå   | Tag på fjerntrafikvogne.                                                                                       |

## Deutsche Bundesbahn1949-1993
| RAL-nummer | RAL-nummer | Navn                    | Beskrivelse |
| ---------- | ---------- | ----------------------- | --- |
| RAL 1001   |            | Beige                   | Vinduespartier på TEE- og InterCityvogne fra 1957 til 1974. |
| RAL 1002   |            | Sandgul                 | Vinduesbånd og pyntestriber på Berlins S-Bahn til 1987. |
| RAL 1007   |            | Kromgul (påskeliljegul) | Samtlige tekniske påskrifter på personvogne med brungrøn eller flaskegrøn bemaling fra 1920 til ca. 1957, påskrifter på postvogne til jernbanepostens ophør 1997. |
| RAL 1014   |            | Elfenben                | Vinduesbånd på lokomotiver og personvogne fra 1974 til 1987 (sammen med RAL 3004 Purpurrød hhv. RAL 5020 Oceanblå). |
| RAL 1015   |            | Lyselfenben             | Samtlige påskrifter på personvogne fra 1957 til 1987. |
| RAL 1028   |            | Melongul                | Underside på Lufthansa Airport Express. |
| RAL 1034   |            | Pastelgul               | Pyntestriber for S-Bahn fra 1987 til 1998. |
| RAL 2004   |            | Renorange               | DB-Baureihe 420, vinduespartier og pyntestriber for S-Bahn fra 1969 til 1987. |
| RAL 2012   |            | Laksorange              | Vinduespartier for S-Bahn fra 1987 til 1998. |
| RAL 3000   |            | Ildrød                  | Ramme på damplokomotiver og dele derunder fra 1929 til 1950. |
| RAL 3002   |            | Karminrød               | Ramme på damplokomotiver og dele derunder fra 1952, vinduespartier på TUI FerienExpress. |
| RAL 3003   |            | Rubinrød                | Sovevogne og spisevogne hos Mitropa og DSG til ca. 1965. |
| RAL 3004   |            | Purpurrød               | Nederste del af vognside på TEE og InterCity fra 1967 til 1987, diesellokomotiver og motorvogne til 1974 og sovevogne og spisevogne ca. 1965 til 1974. Vinduespartier og pyntestriber på de første Frankfurter S-Bahn. Busser til 1981.                                  |
| RAL 3005   |            | Vinrød                  | Nederste del af vognside på motor- og bivogne til 1940; sove- og spisevogne til ca. 1965. |
| RAL 3027   |            | Hindbærrød              | Rammer til togviserskilte og ure fra 1980 til ca. 1990. |
| RAL 3031   |            | Orientrød               | Lokomotiver fra 1987 til 1998, pyntestriber på ICE-tog og vinduespartier på InterCity-vogne 1987 til 1998, officiel farve for DB-logoet fra 1987 til grundlæggelsen af DB AG i 1994.                                                                                     |
| RAL 4000   |            | Violet                  | Nederste del af vognside på dieselmotorvogne Henschel-Wegmann-tog Rheingold-tog samt denne rejsegodsvogn fra 1928. |
| RAL 4009   |            | Pastelviolet            | Pyntestriber på ICE-tog og InterCity-vogne fra 1987 til 1998. |
| RAL 5001   |            | Grønblå                 | Vinduespartier og pyntestriber på tog leveret til S-Bahn München fra 1969 til 1975. |
| RAL 5011   |            | Stålblå                 | Ellokomotiver hurtigere end 120 km/t og 1. klasses vogne til hurtigtog fra 1939 til ca. 1957. Kant på stationsskilte fra 1986 til slutningen af 1990'erne. Svarer omtrent til lakeringen af sovevogne og spisevogne fra Compagnie Internationale des Wagons-Lits (CIWL). |
| RAL 5013   |            | Koboltblå               | Ellokomotiver hurtigere end 120 km/t, 1. klasses vogne til hurtigtog og liggevogne fra ca. 1957 til 1974. Nederste del af Rheingold-tog fra 1962 til 1967. TEN-bemaling af sovevogne fra 1975 til 1995.                                                                  |
| RAL 5020   |            | Oceanblå                | Nederste del af lokomotiver og personvogne fra 1974 til 1997 (sammen med RAL 1001 Beige). |
| RAL 5023   |            | Fjernblå                | Vinduespartier på InterRegio- og InterCityNight-tog (ICN) fra 1987 til 1998. |
| RAL 5024   |            | Pastelblå               | Pyntestriber på InterRegio- og ICN-tog fra 1987 til 1998. |
| RAL 6002   |            | Løvgrøn                 | Scharnow-liggevogne. |
| RAL 6007   |            | Flaskegrøn              | Ellokomotiver langsommere end 120 km/t og alle personvogne med undtagelse af 1. klasse vogne til hurtigtog fra 1939 til ca. 1957. |
| RAL 6020   |            | Kromgrøn                | Ellokomotiver langsommere end 120 km/t og alle personvogne med undtagelse af 1. klasse vogne til hurtigtog fra ca. 1957 til 1974. |
| RAL 6033   |            | Mintturkis              | Vinduespartier for vogne til regionaltog fra 1986 til 1998. |
| RAL 6034   |            | Pastelturkis            | Pyntestriber for vogne til regionaltog fra 1986 til 1998. |
| RAL 7005   |            | Musegrå                 | Tag på diesellokomotiver. |
| RAL 7022   |            | Umbragrå                | Tag på personvogne, f.eks. Silberlingen, fra 1974 til 1986 for personvogne i almindelighed. |
| RAL 7023   |            | Betongrå                | Skørter på Touropa-liggevogne, undersider af overdækninger, tag på motorvogne. |
| RAL 7032   |            | Kieselgrå               | Grundfarve for S-Bahn (med grønblå eller orangefarvede vinduespartier) fra 1972 til 1997, grundfarve for den eksperimentelle "pop-lakering" fra 1969 til 1974. |
| RAL 7035   |            | Lysegrå                 | Grundfarve på Lufthansa Airport Express fra 1982 til 1993, person- og rejsegodsvogne under vinduerne fra 1987 til 1997, grundfarve på ICE-tog. |
| RAL 7038   |            | Agatgrå                 | ICE-skrifttræk. |
| RAL 7039   |            | Kvartsgrå               | Skørter og rammer på ICE-tog. |
| RAL 7040   |            | Vinduesgrå              | Tag på motor- og rejsegodsvogne fra 1986 til 1998. |
| RAL 8012   |            | Rødbrun                 | Godsvogne til 1996. |
| RAL 8019   |            | Gråbrun                 | Typiske farver for gangtøj og rammer. |
| RAL 9006   |            | Hvidaluminium           | Tag på personvogne til 1974. |
| RAL 9010   |            | Renhvid                 | Tekniske påskrifter på alle typer lokomotiver. Damplokomotiver dog først fra indførelsen af computernumre i 1968. Før da benyttede de og også mange ellokomotiver aluminiumsskilte, der indførtes omkring 1955.                                                          |

## Deutsche Reichsbahn1945-1993
| RAL-nummer | RAL-nummer | Navn        | Beskrivelse |
| ---------- | ---------- | ----------- | --- |
| RAL 1002   |            | Sandgullig  | Vognkasser på enkeltkørende dobbeltdækkervogne (Senftöpfe). |
| RAL 1004   |            | Guldgul     | Advarselsstriber på diesellokomotiver Baureihe 100 til 107 og 108/11, påskrifter.                                                                                |
| RAL 1011   |            | Brunbeige   | Containere til stykgods og flydende væsker. |
| RAL 1014   |            | Elfenben    | Tag på diesellokomotiv Baureihe 107. |
| RAL 1015   |            | Lyselfenben | Striber som kendetegn på lokomotiver. |
| RAL 2000   |            | Gulorange   | Tag, vognkasser, fremspring på rangerlokomotiver (undtagen Köf II).                                                                                              |
| RAL 2001   |            | Rødorange   | Signal So 13, "Farebemaling". Advarselsfarve ved smalle passager, f.eks. lysmaster og tunnelindkørsler.                                                          |
| RAL 3001   |            | Signalrød   | Rammer, undervogne, pufferplanker på damplokomotiver, påskrifter, strømaftagere og ledninger på tag, greb til hovedluftledning mv.                               |
| RAL 3004   |            | Purpurrød   | Grundfarve på lokomotiver, nederste del af siden og pyntestriber på motorvogne ved Berlins S-Bahn, udluftningsgitre.                                             |
| RAL 5009   |            | Azurblå     | Vognkasser til små og smalsporede diesellokomotiver. |
| RAL 6002   |            | Løvgrøn     | Personvogne fra ca. 1980 (egentlig TGL 21 196 Kromgrøn men en tilsvarende RAL-farve findes ikke, hvorfor den farve der ligner mest er angivet i stedet).         |
| RAL 6019   |            | Hvidgrøn    | Førerrum, indvendig sidebeklædning fra ca. 1990. |
| RAL 6020   |            | Kromgrøn    | Grundfarve på ellokomotiver, person- og tjenestevogne. |
| RAL 7001   |            | Sølvgrå     | Rammer, bogier, hjulsæt, dele under rammen, holdestænger, tag, undervogne på godsvogne, vognkasser af træ til godsvogne, grundfarve på kølevogne.                |
| RAL 7011   |            | Jerngrå     | Holdestænger. |
| RAL 7032   |            | Kieselgrå   | Tag på enkeltkørende dobbeltdækkervogne (Senftöpfe). |
| RAL 8000   |            | Grønbrun    | Tag på personvogne med grøn/elfensfarvet vognkasse, fra 1990 til 1992 desuden vinduesbånd og pyntestriber på Berlins S-Bahn.                                     |
| RAL 8012   |            | Rødbrun     | Vognkasser af træ til godsvogne, undervogne på godsvogne. |
| RAL 9011   |            | Graffitsort | Rammer, tog- og stødanordninger, pyntestriber på motorvogne ved Berlins S-Bahn, kedler og førerhuse på damplokomotiver, tendere og Köf, undervogne på godsvogne. |
| RAL 9016   |            | Trafikhvid  | Genkendelsesstriber på lokomotiver, påskrifter på lokomotiver, motor-, person- og godsvogne, grundfarve på kølevogne.                                            |

## Deutsche Reichsbahn(til 1945)
| RAL-nummer | RAL-nummer | Navn      | Beskrivelse |
| ---------- | ---------- | --------- | --- |
| RAL 1001   |            | Beige     | Vinduesbånd på motor-, bi- og styrevogne, Rheingold-vogne til 1941.                                                              |
| RAL 3005   |            | Vinrød    | Nederste del af vognsider på motor-, bi- og styrevogne.                                                                          |
| RAL 4000   |            | Violet    | Nederste del af vognsider på hurtige dieselmotorvogne, Henschel-Wegmann-tog og Rheingold-tog samt dennes rejsegodsvogn fra 1928. |
| RAL 5004   |            | Sortblå   | Nederste del af vognsider på Karwendel-Express-vogne.                                                                            |
| RAL 6006   |            | Gråoliven | Tag på personvogne til 1941. |
| RAL 6008   |            | Brungrøn  | Personvogne fra ca. 1921 til 1939.                                                                                               |
| RAL 7011   |            | Jerngrå   | Diesellokomotiver til 1942. |
| RAL 7021   |            | Sortgrå   | Diesellokomotiver fra 1942. |
| RAL 7031   |            | Blågrå    | Ellokomotiver. |
| RAL 9005   |            | Dybsort   | Damplokomotiver. |

## Österreichische Bundesbahnen
| RAL-nummer   | RAL-nummer | Navn                        | Beskrivelse                                                                            |
| ------------ | ---------- | --------------------------- | -------------------------------------------------------------------------------------- |
| RAL 1014     |            | Elfenben                    | Grundfarve på motorvogne og indenrigs persontog til ca. 1988.                          |
| RAL 2002     |            | Blodorange                  | Lokomotiver fra 1969 og vinduespartier på indenrigs personvogne fra 1976 til ca. 1988. |
| RAL 2004     |            | Renorange                   | Eurofima-Wagen og RIC-vogne fra 1976 til ca. 1988.                                     |
| RAL 3020     |            | Trafikrød                   | Aktuel bemaling af lokomotiver og dele af personvogne og motorvogne.                   |
| RAL 5002     |            | Ultramarineblå              | Vinduespartier på liggevogne og motorvogne samt stationsskilte fra ca. 1988 til 1998.  |
| RAL 5003     |            | Safirblå                    | Tidligere vinduespartier hhv. vognsider på motorvogne.                                 |
| RAL 5013     |            | Koboltblå                   | TEN-sovevogne fra 1975 til 1995, vinduesbånd på sovevogne fra 1992 til 2003.           |
| RAL 5022     |            | Natblå                      | Grundbemaling på nightjet-vogne, stationsskilte.                                       |
| RAL 6009     |            | Grangrøn                    | Lokomotiver og personvogne til ca. 1976.                                               |
| RAL 7022     |            | Umbragrå                    | Undervogne på ÖBB-køretøjer fra 1970'erne til 1990'erne.                               |
| RAL 7038     |            | Agatgrå                     | Sove- og liggevogne fra 1989 til 2000.                                                 |
| RAL 8016     |            | Mahognibrun                 | Godsvogne.                                                                             |
| RAL 9016     |            | Trafikhvis                  | Påskrifter på mørk baggrund, øverste del af ÖBB Cityjet.                               |
| NCS S 2502-B |            | Grå med et stænk blå lys    | Aktuel grundfarve for personvogne og motorvogne.                                       |
| NCS S 4502-B |            | Grå med et stænk blå middel | Vinduespartier på moderniserede fjerntrafikvogne.                                      |
| NCS S 6502-B |            | Grå med et stænk blå mørk   | Endevægge og undervogne på moderniserede personvogne.                                  |
| Pantone 1807 |            | Railjet-rød                 | Grundfarve på railjet.                                                                 |

## Schweizerische Bundesbahnen
Disse farver benyttes ved nyt eller moderniseret materiel. Ved ældre materiel forekommer yderligere farver, der ikke altid svarer til RAL-farverne.
| RAL-nummer | RAL-nummer | Navn          | Beskrivelse                                                                        |
| ---------- | ---------- | ------------- | ---------------------------------------------------------------------------------- |
| RAL 1018   |            | Zinkgul       | Advarselsmarkeringer på kanter.                                                    |
| RAL 1023   |            | Trafikgul     | 1. klassesstriber.                                                                 |
| RAL 3000   |            | Ildrød        | Grundbemaling på lokomotiver, logo, indstigningsdøre, frønter, tage.               |
| RAL 5002   |            | Ultramarinblå | Delbemaling Cargo, piktogrammer til kundeorientering.                              |
| RAL 7016   |            | Antrasitgrå   | med jernglimmer til tage.                                                          |
| RAL 9005   |            | Dybsort       | Undervogne, skørter, vinduesbånd, påskrifter på lys baggrund.                      |
| RAL 9010   |            | Renhvid       | Vognkasser på motorvogne og personvogne, påskrifter på farvet eller mørk baggrund. |

## Andre jernbaneselskaber
| RAL-nummer | RAL-nummer | Navn       | Beskrivelse                                                                                  |
| ---------- | ---------- | ---------- | -------------------------------------------------------------------------------------------- |
| RAL 5009   |            | Azurblå    | Ellokomotiver og og personvogne hos de ungarske statsbaner, MÁV.                             |
| RAL 7038   |            | Agatgrå    | Pyntestribe på fjerntogsvogne hos MÁV.                                                       |
| RAL 1017   |            | Sagrangul  | 1. klasses striber på fjerntogsvogne hos MÁV.                                                |
| RAL 7031   |            | Blågrå     | Tag på skinnekøretøher hos MÁV.                                                              |
| RAL 9011   |            | Grafitsort | Undervogne hos MÁV.                                                                          |
| RAL 5011   |            | Stålblå    | Omtrentlig lakering af sovevogne og spisevogne hos Compagnie Internationale des Wagons-Lits. |

## Lokale trafikselskaber
| RAL-nummer | RAL-nummer | Navn                    | Beskrivelse |
| ---------- | ---------- | ----------------------- | --- |
| RAL 1002   |            | Sandgul                 | Busser hos Berliner Verkehrsbetriebe (BVG) til 1993. |
| RAL 1007   |            | Kromgul (påskeliljegul) | Berlins U-Bahn indtil overgang til trafikgul. |
| RAL 1023   |            | Trafikgul               | U-Bahn, sporvogne og busser hos Berliner Verkehrsbetriebe fra 1995. |
| RAL 1028   |            | Melongul                | Busser og sporvogne hos Leipziger Verkehrsbetriebe, busser hos Hovedstadsområdets Trafikselskab fra 1995 og hos Movia (fra 1984 til 1995 benyttedes en anelse mørkere specialfarve). |
| RAL 1032   |            | Gyvelgul                | Stadtbahn-vogne DT 8 hos Stuttgarter Straßenbahnen og køretøjer hos Essener Verkehrs-AG.                                                                                             |
| RAL 5022   |            | Natblå                  | Vinduesbånd på prototype til BVG BR 480 (vognkassen blev lakeret med en farvetone fra Natural Color System).                                                                         |
| RAL 6011   |            | Resedagrøn              | "Otto-Wagner-Grün", benyttet af Wiener Stadtbahn. |
| RAL 7015   |            | Skiffergrå              | Undervogne på busser hos Berliner Verkehrsbetriebe fra 1995. |
| RAL 9016   |            | Trafikhvid              | Tag på busser hos Berliner Verkehrsbetriebe fra 1995. |